# 公子黔牟
公子黔牟（？—前687年），姬姓，名黔牟，是衞宣公之子，衞懿公之叔父，衞戴公、衞文公之伯父。

## 生平
衞惠公三年，左公子、右公子因卫惠公害死了急子和公子寿而作亂，廢衞惠公，立黔牟為君。
八年後（前688年，即魯莊公六年），齊襄公率領諸侯攻衞，放黔牟去周，黔牟仅在位八年。
小说《东周列国志》称他是周王之婿，齐襄公也因此没有杀他，而是放他去周。

## 兄弟
- 急子
- 公子寿
- 公子朔
- 卫昭伯公子顽